# Чемпионат СССР по хоккею с мячом 1973/1974
26-й чемпионат СССР по хоккею с мячом проходил с 28 ноября 1973 года по 24 марта 1974 года.
В высшей лиге играли 14 команд. Сыграно 182 матча, в них забит 1331 мяч.
Чемпионом СССР стала команда СКА (Свердловск).

## Первая группа класса «А»
| М  | Команда                            | 1        | 2        | 3        | 4        | 5        | 6       | 7       | 8        | 9        | 10      | 11       | 12       | 13       | 14       | В  | Н | П  | Мячи             | О  |
| -- | ---------------------------------- | -------- | -------- | -------- | -------- | -------- | ------- | ------- | -------- | -------- | ------- | -------- | -------- | -------- | -------- | -- | - | -- | ---------------- | -- |
| 1  | СКА (Свердловск)                   |          | 5:4 6:4  | 7:2 2:4  | 4:4 5:5  | 6:5 1:5  | 5:3 4:5 | 5:2 8:3 | 10:1 8:4 | 13:6 2:0 | 5:2 3:3 | 4:1 2:2  | 6:3 6:0  | 10:2 7:5 | 8:0 4:2  | 19 | 4 | 3  | 146 — 77 = + 69  | 42 |
| 2  | «Динамо» (Москва)                  | 4:6 4:5  |          | 2:2 5:2  | 11:5 8:2 | 2:2 4:7  | 4:0 2:6 | 5:2 4:3 | 10:4 1:2 | 9:2 7:2  | 8:2 5:4 | 6:2 6:4  | 10:2 4:2 | 9:4 8:3  | 5:3 8:0  | 19 | 2 | 5  | 151 — 78 = + 73  | 40 |
| 3  | «Динамо» (Алма-Ата)                | 4:2 2:7  | 2:5 2:2  |          | 2:6 4:2  | 5:3 4:3  | 9:3 3:2 | 3:3 2:3 | 7:2 2:4  | 5:2 6:2  | 5:1 4:2 | 5:3 2:5  | 5:3 4:1  | 7:3 4:2  | 13:1 6:2 | 18 | 2 | 6  | 117 — 74 = + 43  | 38 |
| 4  | «Волга» (Ульяновск)                | 5:5 4:4  | 2:8 5:11 | 2:4 6:2  |          | 3:0 5:5  | 5:1 6:2 | 7:2 4:1 | 3:2 1:2  | 6:2 3:3  | 2:1 3:3 | 5:2 4:1  | 3:3 6:2  | 6:5 3:4  | 7:3 4:3  | 15 | 6 | 5  | 110 — 81 = + 29  | 36 |
| 5  | «Зоркий» (Красногорск)             | 5:1 5:6  | 7:4 2:2  | 3:4 3:5  | 5:5 0:3  |          | 7:2 1:4 | 5:0 2:8 | 4:4 4:3  | 6:4 1:2  | 7:5 2:5 | 2:5 5:1  | 10:4 3:3 | 4:5 9:5  | 4:2 3:0  | 12 | 4 | 10 | 109 — 92 = + 17  | 28 |
| 6  | «Уральский трубник» (Первоуральск) | 5:4 3:5  | 6:2 0:4  | 2:3 3:9  | 2:6 1:5  | 4:1 2:7  |         | 4:1 3:4 | 7:4 5:8  | 5:4 3:4  | 4:4 3:3 | 4:2 3:3  | 4:1 4:4  | 2:0 4:0  | 3:2 1:0  | 12 | 4 | 10 | 87 — 90 = — 3    | 28 |
| 7  | «Литейщик» (Караганда)             | 3:8 2:5  | 3:4 2:5  | 3:2 3:3  | 1:4 2:7  | 8:2 0:5  | 4:3 1:4 |         | 5:9 2:3  | 4:4 4:2  | 4:1 4:1 | 4:1 3:4  | 2:1 4:3  | 2:1 1:3  | 6:2 4:3  | 12 | 2 | 12 | 81 — 90 = — 9    | 26 |
| 8  | СКА (Хабаровск)                    | 4:8 1:10 | 2:1 4:10 | 4:2 2:7  | 2:1 2:3  | 3:4 4:4  | 8:5 4:7 | 3:2 9:5 |          | 5:1 3:7  | 4:3 3:5 | 11:4 5:2 | 0:4 5:6  | 5:4 6:8  | 1:1 2:3  | 11 | 2 | 13 | 102 — 117 = — 15 | 24 |
| 9  | «Кузбасс» (Кемерово)               | 0:2 6:13 | 2:7 2:9  | 2:6 2:5  | 3:3 2:6  | 2:1 4:6  | 4:3 4:5 | 2:4 4:4 | 7:3 1:5  |          | 4:1 3:2 | 3:1 0:4  | 4:2 4:5  | 9:5 3:4  | 3:1 4:0  | 10 | 2 | 14 | 84 — 107 = — 23  | 22 |
| 10 | «Вымпел» (Калининград Моск. обл.)  | 3:3 2:5  | 4:5 2:8  | 1:5 2:4  | 3:3 1:2  | 5:2 5:7  | 3:3 4:4 | 1:4 1:4 | 5:3 3:4  | 2:3 1:4  |         | 6:1 2:1  | 4:1 7:3  | 6:1 4:5  | 5:4 3:0  | 9  | 4 | 13 | 85 — 89 = — 4    | 22 |
| 11 | «Водник» (Архангельск)             | 2:2 1:4  | 4:6 2:6  | 5:2 3:5  | 1:4 2:5  | 1:5 5:2  | 3:3 2:4 | 4:3 1:4 | 2:5 4:11 | 4:0 1:3  | 1:2 1:6 |          | 1:0 5:1  | 0:1 3:2  | 3:4 0:0  | 7  | 3 | 16 | 61 — 90 = — 29   | 17 |
| 12 | «Енисей» (Красноярск)              | 0:6 3:6  | 2:4 2:10 | 1:4 3:5  | 2:6 3:3  | 3:3 4:10 | 4:4 1:4 | 3:4 1:2 | 6:5 4:0  | 5:4 2:4  | 3:7 1:4 | 1:5 0:1  |          | 4:3 4:2  | 4:3 5:3  | 7  | 3 | 16 | 71 — 112 = — 41  | 17 |
| 13 | «Локомотив» (Иркутск)              | 5:7 2:10 | 3:8 4:9  | 2:4 3:7  | 4:3 5:6  | 5:9 5:4  | 0:4 0:2 | 3:1 1:2 | 8:6 4:5  | 4:3 5:9  | 5:4 1:6 | 2:3 1:0  | 2:4 3:4  |          | 4:2 0:2  | 8  | 0 | 18 | 81 — 124 = — 43  | 16 |
| 14 | «Старт» (Горький)                  | 2:4 0:8  | 0:8 3:5  | 2:6 1:13 | 3:4 3:7  | 0:3 2:4  | 0:1 2:3 | 3:4 2:6 | 3:2 1:1  | 0:4 1:3  | 0:3 4:5 | 0:0 4:3  | 3:5 3:4  | 2:0 2:4  |          | 3  | 2 | 21 | 46 — 110 = — 64  | 8  |

В верхних строках таблицы приведены результаты домашних матчей, а в нижних-результаты игр на выезде.

## Итоговая таблица чемпионата
| Команда                               | И  | В  | Н | П  | М       | О  |
| ------------------------------------- | -- | -- | - | -- | ------- | -- |
| 1. СКА (Свердловск)                   | 26 | 19 | 4 | 3  | 146:77  | 42 |
| 2. «Динамо» (Москва)                  | 26 | 19 | 2 | 5  | 151:78  | 40 |
| 3. «Динамо» (Алма-Ата)                | 26 | 18 | 2 | 6  | 117:74  | 38 |
| 4. «Волга» (Ульяновск)                | 26 | 15 | 6 | 5  | 110:81  | 36 |
| 5. «Зоркий» (Красногорск)             | 26 | 12 | 4 | 10 | 109:92  | 28 |
| 6. «Уральский трубник» (Первоуральск) | 26 | 12 | 4 | 10 | 87:90   | 28 |
| 7. «Литейщик» (Караганда)             | 26 | 12 | 2 | 12 | 81:90   | 26 |
| 8. СКА (Хабаровск)                    | 26 | 11 | 2 | 13 | 102:117 | 24 |
| 9. «Кузбасс» (Кемерово)               | 26 | 10 | 2 | 14 | 84:107  | 22 |
| 10. «Вымпел» (Калининград Моск. обл.) | 26 | 9  | 4 | 13 | 85:89   | 22 |
| 11. «Водник» (Архангельск)            | 26 | 7  | 3 | 16 | 61:90   | 17 |
| 12. «Енисей» (Красноярск)             | 26 | 7  | 3 | 16 | 71:112  | 17 |
| 13. «Локомотив» (Иркутск)             | 26 | 8  | 0 | 18 | 81:124  | 16 |
| 14. «Старт» (Горький)                 | 26 | 3  | 2 | 21 | 46:110  | 8  |

## Составы команд и авторы забитых мячей
Чемпионы СССР
- 1. СКА (Свердловск) (19 игроков): Валерий Попков (21), Владимир Чермных (9) — Леонид Воронин (17; 0), Леонид Павловский (24; 1), Сергей Гладких (21; 0), Николай Дураков (25; 44), Владимир Коровин (25; 2), Владимир Ордин (21; 9), Валерий Полодухин (25; 2), Валентин Хардин (20; 2), Олег Грибов (23; 17), Николай Денисов (12; 0), Александр Измоденов (26; 12), Семён Ковальков (21; 3), Сергей Пискунов (16; 11), Александр Сивков (22; 12), Борис Удодов (19; 5), Валерий Эйхвальд (23; 26). В составе команды выступал также Александр Гусев (1; 0).

Серебряные призёры
- 2. «Динамо» (Москва) (14 игроков): Александр Теняков (7; −18), Геннадий Шишков (24; −60) — Евгений Герасимов (26; 20), Леонид Палладий (23; 2), Евгений Горбачёв (25; 3), Александр Дудин (25; 8), Владимир Плавунов (25; 2), Вячеслав Соловьёв (26; 10), Владимир Янко (21; 3), Михаил Гордеев (10; 2), Георгий Канарейкин (24; 27), Юрий Лизавин (25; 40), Валерий Маслов (26; 22), Владимир Тарасевич (25; 12).

Бронзовые призёры
- 3. «Динамо» (Алма-Ата) (20 игроков): Виктор Замараев (26) — Владимир Алексеев (22; 0), Геннадий Любченко (25; 4), Вячеслав Панёв (21; 8), Борис Третьяков (24; 5), Яков Апельганец (23; 2), Фарит Зигангиров (18; 0), Леонид Лобачёв (24; 7), Николай Шмик (13; 0), Валерий Бочков (23; 27), Юрий Варзин (10; 7), Александр Ионкин (26; 24), Александр Куземчик (26; 15), Николай Навалихин (20; 3), Борис Чехлыстов (22; 15). В составе команды также выступали А. Соколов (7; 0), Владимир Созинов (5; 0), Анатолий Алексеев (1; 0), Алексей Семёнов (2; 0) и вратарь Саулет Рафиков (3; 0).

- 4. «Волга» (Ульяновск) (20 игроков): Леонард Мухаметзянов (13), Пётр Нестеров (13) — Виталий Агуреев (23; 1), Николай Афанасенко (26; 28), Юрий Гаврилов (23; 0), Вячеслав Дорофеев (26; 19), Владимир Куров (25; 18), Борис Малявкин (22; 0), Владимир Масленников (13; 1), Владимир Михеев (19; 0), Геннадий Перфильев (10; 3), Анатолий Рушкин (23; 22), Владимир Терехов (18; 3), Михаил Тонеев (25; 15). В составе команды также выступали Вячеслав Казаков (1; 0), Борис Кияйкин (8; 0), Виктор Колбинов (7; 0), Владимир Лампеев (6; 0), Сергей Наумов (2; 0) и вратарь Владимир Кузнецов (4).

- 5. «Зоркий» (Красногорск) (17 игроков): Валерий Мозгов (26) — Анатолий Козлов (23; 13), Геннадий Кушнир (25; 25), Сергей Лапин (23; 0), Сергей Майборода (26; 10), Евгений Манкос (23; 4), Анатолий Мосягин (20; 6), Александр Никитин (21; 2), Юрий Петров (26; 29), Виктор Рыбин (25; 2), Николай Сазонов (23; 0), Виктор Солдатов (19; 0), Николай Соловьёв (23; 3), Николай Чегодаев (25; 13). В составе команды также выступали Александр Гуляев (3; 2), Владимир Рыбин (8; 0) и вратарь Владимир Болденко.

- 6. «Уральский трубник» (Первоуральск) (18 игроков): Геннадий Михайловских, Анатолий Стулин − Николай Вяткин, Юрий Герасимов, Владимир Денисов (17), Евгений Злоказов, Евгений Измоденов (9), Александр Мальцев (27), Владимир Матвеев, Владимир Мозговой (4), Юрий Панченко (1), Александр Пузырёв (8), Дмитрий Репях (1), Анатолий Романов (7), Владимир Скуридин (1), Александр Хайдуков (12), Юрий Черных, Виктор Шмарков.

- 7. «Литейщик» (Караганда) (17 игроков): Александр Иордан, Александр Чёрный — Тастанбек Аринов, Геннадий Баданин (1), Сергей Береснев (5), Юрий Блохин (6), Алексей Бочарников, Виктор Гебгард, Владислав Ермолов (18), Виктор Зуев (10), Лодиар Игнатьев (1), Александр Майорин (1), Юрий Непомнющий (11), Владислав Плесовских (1), Владимир Савченко (9), Юрий Савченко, Александр Стухин (18).

- 8. СКА (Хабаровск) (20 игроков): Виктор Иордан (11), Сергей Лазарев (21) — Евгений Агуреев (25; 34), Валерий Баранов (3; 1), Владимир Башан (20; 21), Виктор Булдыгин (26; 12), Александр Волков (19; 0), Анатолий Гладилин (26; 2), Евгений Данилов (8; 0), Виктор Ковалёв (25; 0), Константин Колесов (11; 0), Сергей Кривоногов (1; 0), Валерий Кузнецов (3; 0), Сергей Кузнецов (19; 0), Виктор Ломанов (13; 2), Александр Першин (26; 7), Александр Саксонов (4; 1), Сергей Слепов (25; 4), А. Уськов (1; 0), Михаил Ханин (23; 18).

- 9. «Кузбасс» (Кемерово) (18 игроков): Владимир Краев, Юрий Саломатов, Виктор Турлаков — Владимир Балаганский (7), Владимир Бахаев (9), Виктор Бурдыгин (1), Степан Дудчак, Владимир Евтушенко (1), Владимир Ефименко, Виктор Жданов (2), Валерий Журавлёв (21), Анатолий Измаденов (2), Владимир Китов, Алексей Кривов (18), Валерий Рябченко, Геннадий Савельев (17), Сергей Свердлов (6), Анатолий Трегубов.

- 10. «Вымпел» (Калининград Московской области) (20 игроков): Виктор Громаков, Виктор Коротков − Евгений Базаров (2), Виктор Ветчинов (4), Виталий Данилов, Евгений Данилов, Владимир Ивашин (22), Борис Княжев (2), Александр Комаровский (4), Виктор Коротков, Евгений Косоруков (1), Валентин Кучин (12), Юрий Лагош (4), Владимир Маркин (1), Владимир Перепелов (6), Анатолий Попов (3), Геннадий Сибиркин (3), Виктор Стариков (5), Николай Харлов, Геннадий Шахманов (16).

- 11. «Водник» (Архангельск) (18 игроков): Александр Лебедев (3), Виталий Сандул (23) — Сергей Гава (14; 7), Виктор Грайм (26; 2), Валерий Кашкарёв (22; 2), Евгений Кокорин (14; 0), Вячеслав Малахов (23; 4), Леонид Марков (23; 5), Александр Матвеев (15; 0), Александр Митричев (26; 5), Роберт Овчинников (25; 0), Виталий Петровский (22; 3), Леонид Погребной (19; 5), Сергей Попов (15; 0), Анатолий Светоносов (8; 0), Сергей Семёнов (17; 19), Александр Скирденко (21; 1), Александр Сухондяевский (19; 8).

- 12. «Енисей» (Красноярск) (21 игрок): Геннадий Бердинский, Леонид Паценкер — Владимир Артёмов (21), Борис Бутусин (1), Владимир Вишнневский, Владимир Гуртовой (4), Юрий Иванов (14), Александр Корешников, Геннадий Крюков, Владимир Куманёв (6), Виталий Лазицкий (1), Александр Ларионов, Сергей Ломанов-ст., Виктор Лыков (1), Андрей Пашкин (2), Геннадий Преловский (5), Виталий Савлук, Валерий Селиванов (8), Сергей Шиповалов, Юрий Шувалов, Владимир Юдин (8).

- 13. «Локомотив» (Иркутск) (21 игрок): Виктор Елизаров (17), Леонид Князьков (12) — Всеволод Белый (24; 0), Вячеслав Говорков (26; 12), Анатолий Данилов (23; 0), Виталий Колесников (24; 5), Геннадий Кондаков (25; 26), Юрий Максимов (25; 4), Владимир Петров (13; 0), Алексей Попов (25; 8), Сергей Сиротенко (25; 0), Анатолий Терентьев (11; 5), Борис Хандаев (24; 2), Игорь Хандаев (25; 18). В команде также выступали Александр Баюсов (3; 0), Валентин Клименко (3; 0), Виктор Терлюк (3; 0), Виктор Шаров (8; 0), Валерий Чухлов (6; 1), Евгений Шестаков (6; 0) и вратарь Николай Слинько (5).

- 14. «Старт» (Горький) (20 игроков): Александр Кадышев, Виктор Федулов — Борис Алексеев, Владимир Алексеев (8), Евгений Горячев (4), Анатолий Грезнев, Георгий Дмитриев (21; 2), Юрий Жогов (16; 1), Юрий Катаев, Сергей Королёв (15; 0), Вячеслав Крыгин (10), Владимир Куликов (26; 11), Фаата Никитин (22; 0), Валерий Осипов (1), Анатолий Паршин, Виктор Пугачёв (26; 4), Евгений Родичев (24; 4), Дмитрий Салякин (3; 0), Александр Севастьянов (14; 0), Вячеслав Таболкин (25; 1).

Лучший бомбардир — Николай Дураков, СКА (Свердловск) — 44 мяча.
По итогам сезона определён список 22 лучших игроков.

## Вторая группа класса «А»
Соревнования прошли с 8 декабря 1973 по 2 марта 1974 года. На предварительном этапе 20 команд, разбитых на три подгруппы определили победителей подгрупп. В финал выходили по две лучшие команды из каждой подгруппы, которые определили победителя второй группы класса «А» и обладателя путёвки в первую группу.

### Первая подгруппа
| М | Команда                     | 1               | 2               | 3               | 4               | 5               | 6               | В  | Н | П  | Мячи           | О  |
| - | --------------------------- | --------------- | --------------- | --------------- | --------------- | --------------- | --------------- | -- | - | -- | -------------- | -- |
| 1 | «Североникель» (Мончегорск) |                 | 5:2 1:1 5:4 1:3 | 6:2 4:2 3:2 3:5 | 3:1 5:3 5:3 1:2 | 0:1 5:2 2:3 5:0 | 6:0 6:1 4:2 2:1 | 14 | 1 | 5  | 72 — 40 = + 32 | 29 |
| 2 | «Фили» (Москва)             | 4:5 3:1 2:5 1:1 |                 | 1:1 4:1 1:1 0:0 | 3:2 3:2 4:1 1:6 | 2:1 5:0 2:2 3:2 | 7:3 5:2 0:3 1:3 | 10 | 5 | 5  | 52 — 42 = + 10 | 25 |
| 3 | «Красная заря» (Ленинград)  | 2:3 5:3 2:6 2:4 | 1:1 0:0 1:1 1:4 |                 | 9:2 5:2 1:5 4:2 | 1:1 2:1 4:4 5:6 | 2:1 2:1 4:2 2:2 | 8  | 6 | 6  | 55 — 51 = + 4  | 22 |
| 4 | «Север» (Северодвинск)      | 3:5 2:1 1:3 3:5 | 1:4 6:1 2:3 2:3 | 5:1 2:4 2:9 2:5 |                 | 2:1 8:2 2:3 1:1 | 6:4 4:1 3:3 3:1 | 8  | 2 | 10 | 60 — 60 = 0    | 18 |
| 5 | «Строитель» (Сыктывкар)     | 3:2 0:5 1:0 2:5 | 2:2 2:3 1:2 0:5 | 4:4 6:5 1:1 1:2 | 3:2 1:1 1:2 2:8 |                 | 2:2 6:1 1:3 3:3 | 5  | 6 | 9  | 42 — 58 = — 16 | 16 |
| 6 | «Труд» (Куйбышев)           | 2:4 1:2 0:6 1:6 | 3:0 3:1 3:7 2:5 | 2:4 2:2 1:2 1:2 | 3:3 1:3 4:6 1:4 | 3:1 3:3 2:2 1:6 |                 | 3  | 4 | 13 | 39 — 69 = — 30 | 10 |

Лучший бомбардир: А. Клейменов «Североникель» (Мончегорск) − 24 мяча.

### Вторая подгруппа
| М | Команда                      | 1                 | 2                | 3               | 4               | 5                | 6                 | В  | Н | П  | Мячи            | О  |
| - | ---------------------------- | ----------------- | ---------------- | --------------- | --------------- | ---------------- | ----------------- | -- | - | -- | --------------- | -- |
| 1 | «Юность» (Омск)              |                   | 5:2 2:0 0:3 6:5  | 2:1 2:2 3:4 2:2 | 5:2 3:0 3:3 7:3 | 8:1 6:2 2:2 8:1  | 14:1 11:1 7:1 4:1 | 14 | 4 | 2  | 100 — 37 = + 63 | 32 |
| 2 | «Торпедо» (Сызрань)          | 3:0 5:6 2:5 0:2   |                  | 3:2 3:2 1:5 2:5 | 6:2 3:0 0:1 2:2 | 4:2 12:2 2:1 5:4 | 7:0 15:1 5:2 4:4  | 12 | 2 | 6  | 84 — 48 = + 36  | 26 |
| 3 | «Труд» (Краснотурьинск)      | 4:3 2:2 1:2 2:2   | 5:1 5:2 2:3 2:3  |                 | 4:2 3:0 1:3 1:2 | 3:0 6:3 2:4 1:4  | 7:3 6:0 2:2 1:0   | 10 | 3 | 7  | 60 — 41 = + 19  | 23 |
| 4 | «Локомотив» (Оренбург)       | 3:3 3:7 2:5 0:3   | 1:0 2:2 2:6 0:3  | 3:1 2:1 2:4 0:3 |                 | 7:3 3:2 1:2 2:4  | 8:1 6:2 3:4 3:1   | 8  | 2 | 10 | 53 — 57 = — 4   | 18 |
| 5 | «Никельщик» (Верхний Уфалей) | 2:2 1:8 1:8 2:6   | 1:2 4:5 2:4 2:12 | 4:2 4:1 0:3 3:6 | 2:1 4:2 3:7 2:3 |                  | 7:1 6:2 3:1 4:4   | 7  | 2 | 11 | 57 — 80 = — 23  | 16 |
| 6 | «Волна» (Петропавловск)      | 1:7 1:4 1:14 1:11 | 2:5 4:4 0:7 1:15 | 2:2 0:1 3:7 0:6 | 4:3 1:3 1:8 2:6 | 1:3 4:4 1:7 2:6  |                   | 1  | 3 | 16 | 32 — 123 = — 91 | 5  |

Лучший бомбардир: Ю. Акищев «Юность» (Омск) − 28 мячей.

### Третья подгруппа
| М | Команда                       | 1               | 2               | 3               | 4               | 5               | 6               | В  | Н | П  | Мячи           | О  |
| - | ----------------------------- | --------------- | --------------- | --------------- | --------------- | --------------- | --------------- | -- | - | -- | -------------- | -- |
| 1 | «Строитель» (Хабаровск)       |                 | 3:4 4:2 1:2 2:7 | 4:2 1:1 5:4 4:7 | 7:0 7:1 3:2 5:2 | 6:2 5:0 6:3 2:1 | +:- +:- 3:4 8:7 | 14 | 1 | 5  | 76 — 51 = + 25 | 29 |
| 2 | «Восток» (Арсеньев)           | 2:1 7:2 4:3 2:4 |                 | 2:2 2:0 3:4 2:2 | 6:0 1:2 3:1 1:2 | 9:3 3:0 2:3 1:1 | +:- +:- 5:1 2:0 | 12 | 3 | 5  | 57 — 31 = + 26 | 27 |
| 3 | «Водник» (Усть-Кут)           | 4:5 7:4 2:4 1:1 | 4:3 2:2 2:2 0:2 |                 | 4:2 3:6 3:2 3:2 | 4:2 7:1 5:3 4:5 | 1:1 2:1 2:4 4:2 | 10 | 4 | 6  | 64 — 54 = + 10 | 24 |
| 4 | «Амур» (Комсомольск-на-Амуре) | 2:3 2:5 0:7 1:7 | 1:3 2:1 0:6 2:1 | 2:3 2:3 2:4 6:3 |                 | 1:4 3:1 2:3 5:1 | +:- +:- 4:3 5:2 | 9  | 0 | 11 | 42 — 60 = — 18 | 18 |
| 5 | «Локомотив» (Могоча)          | 3:6 1:2 2:6 0:5 | 3:2 1:1 3:9 0:3 | 3:5 5:4 2:4 1:7 | 3:2 1:5 4:1 1:3 |                 | +:- 1:0 3:3 4:1 | 7  | 2 | 11 | 41 — 69 = — 28 | 16 |
| 6 | «Металлург» (Братск)          | 4:3 7:8 -:+ -:+ | 1:5 0:2 -:+ -:+ | 4:2 2:4 1:1 1:2 | 3:4 2:5 -:+ -:+ | 3:3 1:4 -:+ 0:1 |                 | 2  | 2 | 16 | 29 — 44 = — 15 | 6  |

- Результаты команд «Амур» (Комсомольск-на-Амуре), «Локомотив» (Могоча) и «Металлург» (Братск) в играх между собой несколько сомнительны, и требуют уточнения. Они выделены курсивом.

Лучший бомбардир: С. Кандалинцев «Строитель» (Хабаровск) − 30 мячей.

### Финал
Прошёл в Омске.
| М | Команда                     | 1    | 2    | 3   | 4    | 5   | 6    | В | Н | П | Мячи           | О  |
| - | --------------------------- | ---- | ---- | --- | ---- | --- | ---- | - | - | - | -------------- | -- |
| 1 | «Североникель» (Мончегорск) |      | 2:0  | 9:2 | 8:3  | 5:3 | 13:3 | 5 | 0 | 0 | 37 — 11 = + 26 | 10 |
| 2 | «Юность» (Омск)             | 0:2  |      | 4:1 | 10:3 | 6:2 | 3:1  | 4 | 0 | 1 | 23 — 9 = + 14  | 8  |
| 3 | «Фили» (Москва)             | 2:9  | 1:4  |     | 7:1  | 5:1 | 6:0  | 3 | 0 | 2 | 21 — 15 = + 6  | 6  |
| 4 | «Строитель» (Хабаровск)     | 3:8  | 3:10 | 1:7 |      | 5:4 | 3:3  | 1 | 1 | 3 | 15 — 32 = — 17 | 3  |
| 5 | «Торпедо» (Сызрань)         | 3:5  | 2:6  | 1:5 | 4:5  |     | 8:2  | 1 | 0 | 4 | 18 — 23 = — 5  | 2  |
| 6 | «Восток» (Арсеньев)         | 3:13 | 1:3  | 0:6 | 3:3  | 2:8 |      | 0 | 1 | 4 | 9 — 33 = — 24  | 1  |

- «Североникель» (Мончегорск) (18 игроков): А. Бондарев, В. Кононов − С. Алабин, И. Балдин, А. Клеймёнов, С. Кузнецов, В. Лещенко, В. Момотов, Валентин Осокин, Виктор Осокин, Евгений Павлюченков, В. Приходько, В. Рылеев, С. Савельев, И. Скачков, С. Тепляков, В. Ширшов, Г. Щукин. Главный тренер Ю. В. Ульянов.

Право выступать в первой группе класса «А» завоевал «Североникель» (Мончегорск).

## Класс «Б»
Соревнования в классе «Б» прошли в три этапа. На первом этапе прошли чемпионаты областей, краёв, городов и АССР. Лучшие команды допускались к зональным соревнованиям. На втором этапе, состоявшемся со 2 по 8 февраля 1974 года, прошли зональные соревнования. Было допущено 53 команды, участвовала 41 команда (не прибыли представители Волгоградской, Вологодской, Иркутской, Камчатской, Кемеровской, Липецкой, Мурманской, Псковской областей, Тюменской и Читинской областей, Красноярского края и клубная команда «Фили» (Москва). Команды были разбиты на 8 зон.
- Первая зона. (Благовещенск). Победитель «Нефтяник» (Хабаровск).
- Вторая зона. (Новосибирск). Победитель «Сибсельмаш» (Новосибирск).
- Третья зона. (Краснокамск), Пермская область. Победитель «Хромпик» (Первоуральск).
- Четвёртая зона. (Павлово-на-Оке), Горьковская область. Победитель «Торпедо» (Павлово-на-Оке), Горьковская область.
- Пятая зона. (Новокуйбышевск), Куйбышевская область. Победитель «Нефтяник» (Новокуйбышевск).
- Шестая зона. (Курск). Победитель «Труд» (Курск).
- Седьмая зона. (Киров). Победитель «Труд» (Обухово).
- Восьмая зона. (Боровичи), Новгородская область. «Металлург» (Боровичи).

Показатели призёров в зональных турнирах: «Хромпик» (Первоуральск) − 5 матчей, 5 побед, мячи 39-12; «Родина» (Киров) − 5 матчей, 4 победы, 1 поражение, мячи 59-11; «Нефтяник» (Новокуйбышевск) − 5 матчей, 5 побед, мячи 22-5.

### Финальный турнир XXII чемпионата РСФСР
Заключительный этап соревнований состоялся с 20 февраля по 1 марта 1974 года в Новосибирске. В нём приняли участие 7 победителей зон и второй призёр седьмой зоны («Родина» (Киров), допущенная к соревнованиям из-за отказа победителя седьмой зоны команды «Труд» (Обухово).
| М | Команда                     | 1    | 2    | 3   | 4    | 5    | 6    | 7    | 8    | В | Н | П | Мячи           | О  |
| - | --------------------------- | ---- | ---- | --- | ---- | ---- | ---- | ---- | ---- | - | - | - | -------------- | -- |
| 1 | «Хромпик» (Первоуральск)    |      | 5:4  | 4:4 | 4:1  | 14:3 | 6:6  | 13:1 | 14:2 | 5 | 2 | 0 | 60 — 21 + 39   | 12 |
| 2 | «Родина» (Киров)            | 4:5  |      | 4:4 | 4:1  | 7:2  | 10:4 | 8:1  | 5:1  | 5 | 1 | 1 | 42 — 18 = + 24 | 11 |
| 3 | «Нефтяник» (Новокуйбышевск) | 4:4  | 4:4  |     | 1:2  | 3:2  | 6:2  | 4:1  | 8:6  | 4 | 2 | 1 | 30 — 21 = + 9  | 10 |
| 4 | «Сибсельмаш» (Новосибирск)  | 1:4  | 1:4  | 2:1 |      | 5:2  | 5:3  | 2:2  | 12:1 | 4 | 1 | 2 | 28 — 17 = + 11 | 9  |
| 5 | «Металлург» (Боровичи)      | 3:14 | 2:7  | 2:3 | 2:5  |      | 1:1  | 6:4  | 14:2 | 2 | 1 | 4 | 30 — 36 = — 6  | 5  |
| 6 | «Нефтяник» (Хабаровск)      | 6:6  | 4:10 | 2:6 | 3:5  | 1:1  |      | 2:2  | 6:4  | 1 | 3 | 3 | 24 — 34 = — 10 | 5  |
| 7 | «Торпедо» (Павлово-на-Оке)  | 1:13 | 1:8  | 1:4 | 2:2  | 4:6  | 2:2  |      | 10:2 | 1 | 2 | 4 | 21 — 37 = — 16 | 4  |
| 8 | «Труд» (Курск)              | 2:14 | 1:5  | 6:8 | 1:12 | 2:14 | 4:6  | 2:10 |      | 0 | 0 | 7 | 18 — 69 = — 51 | 0  |

- «Хромпик» (Первоуральск): Б. Воробьёв (10), И. Фархиуллин (5) — В. Ватолин (12; 9), Б. Вашенков (12; 5), В. Кондрашов (12; 2), А. Кузнецов (12; 18), М. Новосёлов (12; 1), Н. Перфильев (12; 15), А. Шахмаев (12; 20), А. Зайцев (11; 12), Б. Коломацкий (11; 0) (играющий тренер), Л. Сафронов (10; 14), Ю. Хробостов (9; 0), С. Ешпанов (8; 2), А. Голов (5; 1).
- «Родина» (Киров) : Е. Валов (11), В. Нагибин (8) − А. Демаков (12; 12), Л. Донских (12; 3), В. Кислухин (12; 0), Б. Колупаев (12; 19), Г. Патрушев (12; 28), В. Розов (12; 0), В. Стариков (12; 26), В. Зязев (11; 3), В. Перевозчиков (11; 0), С. Беляев (10; 4), В. Филатьев (10; 2), С. Кислицын (8; 2), А. Марихин (7; 0), Е. Стариков (4; 1). Тренер В. Д. Бурков.
- «Нефтяник» (Новокуйбышевск): М. Азизов (11), А. Жданов (3) — В. Бочкарёв (12; 15), Ю. Захаров (12; 6), Ю. Крылов (12; 6), А. Лазарев (12; 3), В. Матросов (12; 0), А. Пантелеев (12; 16), В. Петряев (12; 0), Н. Прохожаев (12; 0) (играющий тренер), В. Филимонов (12; 3), Ю. Болонин (10; 1), В. Соколов (7; 0), А. Трунин (6; 0).

«Хромпик» (Первоуральск) завоевал право выступать во второй группе класса «А». В межсезонье туда были включены «Родина» (Киров), «Сибсельмаш» (Новосибирск) и «Металлург» (Боровичи). В дальнейшем чемпионаты РСФСР как самостоятельные турниры не проводились. Звание чемпиона РСФСР стало присваиваться победителю турнира первой группы класса «А».